# Kỳ Dương
Kỳ Dương (chữ Hán giản thể: 祁阳市, Hán Việt: Kỳ Dương thị) là một thành phố cấp huyện thuộc địa cấp thị Vĩnh Châu, tỉnh Hồ Nam, Cộng hòa Nhân dân Trung Hoa. Thành phố Kỳ Dương nằm ở phía nam của Vĩnh Châu, toạ độ 111°35'—112°14' độ kinh đông, 26°2'—26°51' độ vĩ bắc. Thành phố này có diện tích 2565 km2, dân số năm 2000 là 977.200 người. Ngoài người Hán ra, tại thành phố này còn có các dân tộc khác sinh sống như người Dao, người Miêu. Thành phố Kỳ Dương được thành lập vào năm 268, thời Tam Quốc.